# FC Welkenraedt
FC Welkenraedt is een Belgische voetbalclub uit Welkenraedt. De club is aangesloten bij de KBVB met stamnummer 1858 en heeft blauw en zwart als clubkleuren. Welkenraedt speelt in de provinciale reeksen.

## Geschiedenis
De club ontstond meerdere fusies van clubs uit Welkenraedt. In 1911 was de Club Sportif Union Welkenraedt-Herbestal uit Welkenraedt aangesloten bij de Belgische Voetbalbond. Bij de invoering van de stamnummers in 1926 had deze club het stamnummer 54 gekregen. In 1932 fusioneerde men met een jongere club, Standard Bruyèretois, die met stamnummer 331 was aangesloten. Volgens de bondsreglementen van voor 1964, diende een fusieclub onder een nieuw stamnummer aan te sluiten bij de Voetbalbond en de oude stamnummers op te geven. De nieuwe fusieclub sloot zo als Alliance Welkenraedt-Bruyère aan met stamnummer 1858. De ploeg bleef in de provinciale afdelingen spelen. De club had blauw en wit als kleuren.
Na enkele jaren werd al een nieuwe club opgericht in Welkenraedt, als heroprichting van een van de in de fusie opgegane clubs. Met stamnummer 2667 werd in 1938 namelijk een nieuw Club Sportif Welkenraedt opgericht, dat in de laagste provinciale afdeling van start ging. Opmerkelijk is dat het stamnummer 54 van Welkenraedt-Herbestal later aan een andere club werd toegekend, hoewel normaal gezien stamnummers vast verbonden waren aan een club, en bij schrapping definitief verdwenen. De Tongerse club Tongersche SV Cercle (stamnummer 73) had immers een verzoek ingediend bij de Voetbalbond om een lager nummer te krijgen, en zo ouder te lijken dan stadsrivaal Patria FC Tongeren (stamnummer 71). Dit verzoek werd op 1 juni 1947 goedgekeurd, zodat het oude stamnummer van Welkenraedt sindsdien van een andere club was.
Royale Alliance Welkenraedt-Bruyère bleef de rest van de eeuw in de provinciale reeksen spelen. Op het eind van de 20ste eeuw en begin van de 21ste eeuw speelde men in de laagste provinciale reeksen, en wisselde men periodes in Vierde en Derde Provinciale af.
In 2015 kwam het tot een fusie met de andere club uit Welkenraedt, RCS Welkenraedt, die op dat moment iets hoger in Tweede Provinciale speelde. De fusieclub werd FC Welkenraedt genoemd, en speelde verder met stamnummer 1858 van Alliance Welkenraedt-Bruyère. Het eerste elftal ging in Tweede Provinciale spelen, het tweede in Vierde Provinciale.